# Perizoma sagittata
Perizoma sagittata là một loài bướm đêm trong họ Geometridae.